# Soraga di Fassa
Soraga di Fassa é uma comuna italiana da região do Trentino-Alto Ádige, província de Trento, com cerca de 677 habitantes. Estende-se por uma área de 19 km², tendo uma densidade populacional de 36 hab/km². Faz divisa com Falcade (BL), Moena, Rocca Pietore (BL) e San Giovanni di Fassa.